# Rhopalimorpha obscura
Rhopalimorpha obscura är en insektsart som beskrevs av William Sweetland Dallas 1851. Rhopalimorpha obscura ingår i släktet Rhopalimorpha och familjen taggbärfisar. Inga underarter finns listade i Catalogue of Life.